# Srečko Brodar
Srečko Brodar, slovenski naravoslovec, arheolog, geolog in paleontolog, * 6. maj 1893, Ljubljana, † 27. april 1987, Ljubljana.
Bil je nezakonski otrok Frančiške Brodar. Brodar je bil rejenec železničarskega ključavničarja, po končanih štirih razredih ljudske šole na Ledini v Ljubljani vpisan v prvi razred slovenske gimnazije na Beethovnovi ulici v Ljubljani, kjer je leta 1911 maturiral. Naravoslovje je študiral na Dunaju in v Zagrebu, diplomiral leta 1920. Tik pred koncem študija se je začela 1. svetovna vojna in moral je med vojake. Poslan je bil na Doberdob, pozneje hudo ranjen v komolec, kar je zanj pomenilo konec vojne in spet se je lahko posvetil študiju. Leta 1939 je doktoriral iz geologije in paleontologije na Univerzi v Ljubljani. 
Sprva tri leta suplent na Poljanski gimnaziji v Ljubljani, od 1921 do 1939 deloval kot profesor naravoslovja na celjski gimnaziji, do 1946, nato je predaval na Univerzi v Ljubljani kot izredni, od 1951 kot redni profesor za kvartarologijo na geološkem oddelku naravoslovne fakultete do upokojitve 1964, obenem pa tudi na arheološkem odelku FF do leta 1969.
V SAZU je bil izvoljen kot dopisni član 1949, redni član slovenske akademije je postal 1953 in dopisni član JAZU 1975. 1969 je bil imenovan za častnega doktorja, 1978 za zaslužnega profesorja Univerze v Ljubljani. Za svoje delo je prejel nagrado AVNOJ (1974), Kidričevo nagrado (1974) in dvakrat Prešernovo nagrado (1949 za pomembne rezultate odkopavanj paleolitičnih najdišč in 1960 za delo Črni Kal - nova paleolitska postaja v Slovenskem Primorju). Bil je član mnogih strokovnih in znanstvenih združenj, dolga leta urednik Arheološkega vestnika in Acta carsologica.

## Delo
Uradno je Brodar prvi raziskovalec paleolitika v Sloveniji; njegovo znanstveno delo se začne z odkritjem mlajše paleolitske kulturne zapuščine iz obdobja aurignaciena v Potočki zijalki na Olševi v Karavankah 1928, ko je po naključju med enim od svojih pogostih sprehodov v naravo odkril v skalo izdolbeno skledo, ki mu je takoj vzbudila pozornost. Izjemno odkritje več kot 130 koščenih konic v nadmorski višini 1700 m je močno odmevalo v znanstvenem svetu in odločilno vplivalo na razlago, kako sta v srednji Evropi potekala zadnja wuermska ledena doba in mlajši paleolitik. Kulturni inventar iz Potočke zijalke so imeli nekateri za tako posebnega, da so postavili novo kulturno skupino v okviru aurignaciena in jo imenovali »olševien« (ta teorija ima precej nasprotnikov in ni bila splošno sprejeta).
Do 2. sv. vojne je Brodar odkril vrsto novih paleolitskih postaj v Sloveniji: Mornovo zijalko, Špehovko, Njivice (Radeče), Jamo pod Herkovimi pečmi (Radlje ob Dravi) in Kostanjevico na Krki ter tako dokazal, da je Slovenija pomembno paleolitsko področje na vzhodnem obrobju Alp, ki dokazuje povezavo med paleolitskimi kulturami v Panonski nižini in v severnoitalijanskih pokrajinah.
Kot univerzitetni profesor za prazgodovino človeka (pozneje za kvartarologijo) je nadaljeval raziskovanja predvsem na notranjsko-primorskem Krasu; tu si sledijo odkritja Betalov spodmol, Parska golobina, Črni Kal, Jama v Lozi, Županov spodmol, Risovec blizu Postojne. S svojim delom je nedvomno dokazal, da je bilo območje današnje Slovenije v paleolitiku precej pomembno.
Pomemben je njegov delež pri odkrivanju paleolitskih kultur v Bosni in Hercegovini (Crkvina, Kamen ob Usori) in v Srbiji (Pečina pod Jerininim Brdom, Risovača).
Srečku Brodarju je posvečena Stalna razstava o Potočki zijalki v prostorih gostišča in muzeja Firšt v Logarski dolini.

#### Literarno uveljavljanje
V mladosti se je literarno uveljavljal pod psevdonimom Felicijan v Ljubljanskem zvonu, Domačem prijatelju in Slovanu.

#### Temeljna dela
Potočka zijalka na Olševi, Prva paleolitska postaja v Sloveniji, Raziskovanje v Potočki zijalki na Olševi in nje problemi, Potočka zijalka - visokogorska postaja aurignacienskih lovcev (s sinom Mitjem), Nova paleolitska postaja v Njivicah pri Radečah, Das Palaeolithikum in Jugoslawien, O stratigrafiji Potočke zijalke, Ein Beitrag zum Karstpalaeolithikum im Nordwesten Jugoslawiens, Črni Kal - nova paleolitska postaja v Slovenskem Primorju, Najdbe kostnih ostankov ledenodobnega človeka na slovenskih tleh, Pleistocenski sedimenti in paleolitska najdišča v Postojnski jami idr.